# Arsi Negele (woreda)
Pour les articles homonymes, voir Arsi Negele et Negele (homonymie).
Arsi Negele est un woreda du centre-sud de l'Éthiopie, situé dans la zone Mirab Arsi de la région Oromia. Il porte le nom de son chef-lieu, Arsi Negele, et a 260 129 habitants en 2007.

## Géographie
Situé dans la vallée du Grand Rift, le woreda Arsi Negele est limitrophe, au nord-ouest, de la région des nations, nationalités et peuples du Sud. Il est entouré, dans la région Oromia, par la zone Misraq Shewa au nord ; la zone Arsi à l'est ; et les woredas Shala, Shashamene, Kofele et Kore au sud-ouest et au sud.
Le lac Abijatta ainsi que la plus grande partie du  lac Langano font partie du woreda tandis que la rive nord du lac Langano est dans le woreda Adami Tullu et Jido Kombolcha de la zone Misraq Shewa. 
Le lac Shala et la rivière Dadaba séparent le woreda Arsi Negele respectivement des woredas Shala et Shashamene.[réf. souhaitée].
Les lacs Abijatta, Langano et Shala occupent environ 32 % du territoire.
La route principale d'Addis-Abeba à Nairobi traverse le woreda et dessert le chef-lieu, Arsi Negele, entre Ziway et Shashamané.
Golije, la seconde agglomération du woreda, est desservie par des routes secondaires dans l'est du woreda.

## Histoire
Arsi Negele, qui semble faire partie de l'awraja Chilalo de la province de l'Arsi avant 1935, passe par la suite dans l'awraja Haykoch et Boutajira de la province du Choa, un awraja dont la capitale est Ziway.
À la réorganisation du pays en régions, le woreda Arsi Negele se rattache d'abord à la zone Misraq Shewa de la région Oromia.
Il rejoint la zone Mirab Arsi probablement en 2007.

## Démographie
D'après le recensement national réalisé en 2007 par l'Agence centrale de la statistique d'Éthiopie, le woreda compte 260 129 habitants et 20 % de sa population est urbaine.
La majorité des habitants (69 %) sont musulmans, 20 % sont orthodoxes, 9 % sont protestants et 1 % sont catholiques.
Les agglomérations recensées sont Arsi Negele avec 47 292 habitants en 2007 et Golije avec 4 243 habitants.
En 2022, la population du woreda est estimée à 398 551 personnes avec une densité de population de 311 personnes par km2 et 1 281 km2 de superficie.